# Orange maltaise
Variété
Classification phylogénétique
L'orange maltaise est une orange douce principalement cultivée en Tunisie, d'où son autre nom usuel de Maltaise de Tunisie.
Le terme « maltaise » désigne plusieurs variétés, :
- l'orange maltaise demi-sanguine, une variété d'orange douce et semi-sanguine cultivée exclusivement en Tunisie (dans la péninsule du cap Bon) et surtout exportée en France ;
- l'orange maltaise blonde, elle aussi cultivée en Tunisie ;
- l'orange maltaise ovale ;
- l'orange maltaise Meski ou maltaise douce ;
- l'orange maltese, forme italienne d'orange sans acidité[3].

## Histoire

### Oranges de Malte réputées les meilleures
Au XVIIIe siècle, « l'eau de fleur d'orange [utilisée en parfumerie et en médecine] qui nous vient de Malte est la plus renommée, parce que nos distillateurs commettent plus d'une fraude dans la distillation. La plupart distillent les premiers jets des feuilles qui commencent à pouffer ; l'eau qui en résulte n'a presque point d'odeur, et est beaucoup plus amère ». Anton Friedrich Büsching écrit dans sa géographie (1776) que « les oranges de Malte sont les plus belles de l'Europe ; la plupart sont rouges et ce sont les meilleures ; on dit que l'arbre qui les produit est greffé sur le grenadier » (légende tenace). Pierre Jean-Baptiste Legrand d'Aussy (1782) confirme que « nous mettons aujourd'hui l'orange de Malte au premier rang, et celle de Portugal au second » alors que Charles Louis Cadet de Gassicourt (1809) indique que « nous avons en France d'excellents fruits, mais je les donnerais tous pour une orange maltaise ».
La pulpe de l'orange de Malte est rouge (vers 1860). Le Grand dictionnaire universel du XIXe siècle de Pierre Larousse (1866) mentionne qu'elle est rarement livrée en France. Le Bulletin de la Société nationale d'acclimatation de France (es) (1917) écrit à propos de C. vulgare Melitense globosum que « les oranges à pulpe rouge se trouvent assez abondantes dans certaines parties du bassin méditerranéen et, notamment sous le nom de Rouges de Malte, on en fait une grande consommation en Tunisie ».

### Maltaise de Tunisie
En 1906, Louis Charles Trabut signale des oranges maltaises à Biskra (Algérie) qui « donnent un fruit extraordinairement parfumé et savoureux qui commence à avoir une certaine réputation ».
L'embargo économique contre l'Espagne de Francisco Franco provoque l'arrêt des importations d'oranges espagnoles en France, qui commence à importer des oranges du cap Bon, au Nord-est de la Tunisie. Robert Willard Hodgson, qui visite le verger du cap Bon en 1931, déclare que « la région du Cap Bon est très intéressante pour les agrumes. La grosseur des fruits que j'ai vus, la couleur et la saveur sont remarquables. Je crois que les variétés orange maltaise, maltaise sanguine et orange Beldi doivent être de bonnes variétés commerciales ». La culture au cap Bon est un défi : « L'arrosage se fait avec une eau titrant 2 à 3 g/l de sel soluble, et pourtant la qualité des fruits est remarquable ».

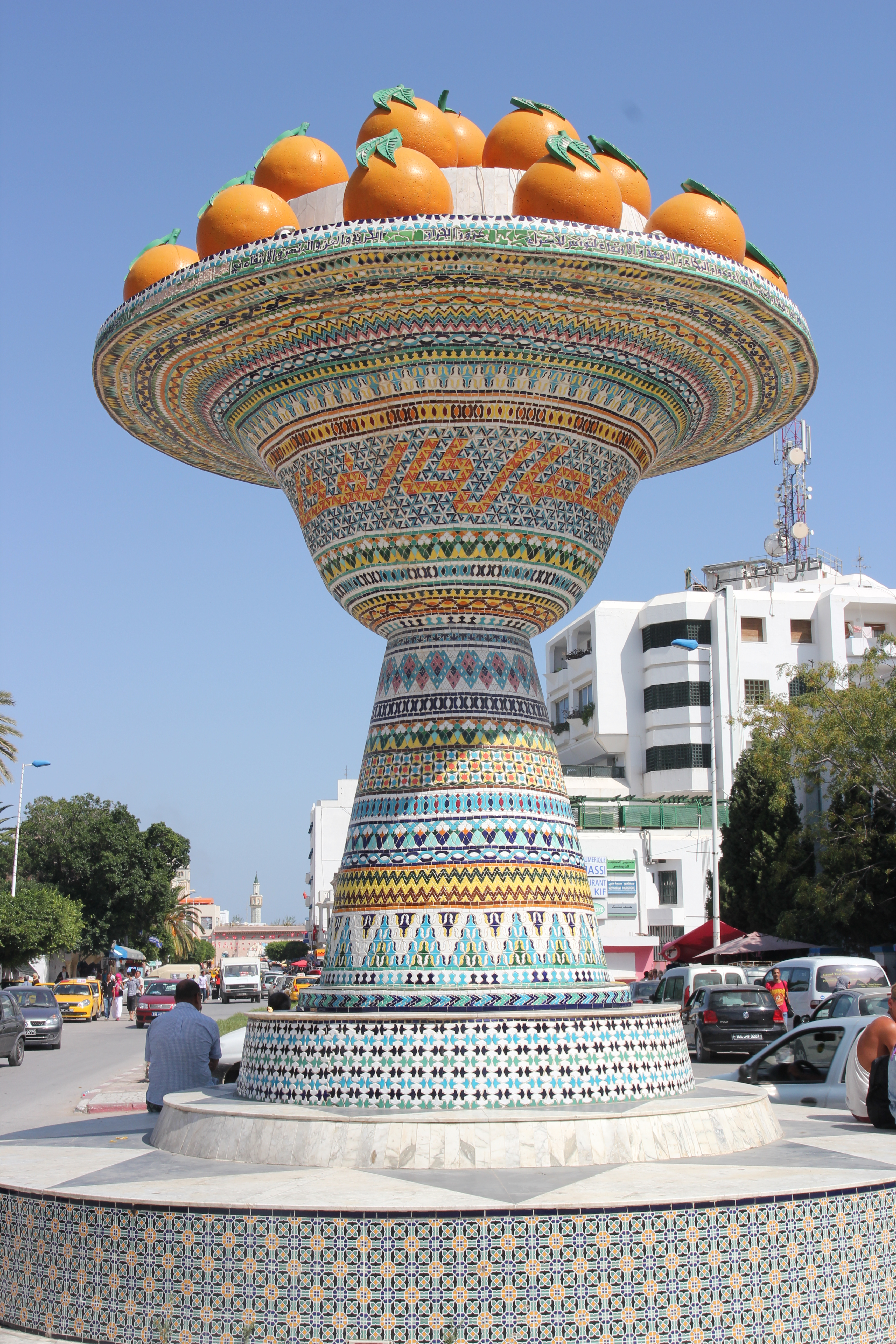
Hommage aux oranges à Nabeul.

En 2009, l'orange maltaise représente un tiers du verger du cap Bon (55 000 hectares), 55 % de la production de la Tunisie et 95 % de ses exportations, dont l'essentiel part vers le marché français qui l'apprécie particulièrement. Elle est demeurée un monopole tunisien. Après un développement régulier, la production (entre 90 000 et 140 000 tonnes selon les années) et les exportations par la Tunisie sont gravement affectées pas le changement climatique (sécheresse) et par la baisse mondiale des prix.

## Variétés
La collection SRA INRA-CIRAD est la plus riche en Maltaise. Les cultivars sont mentionnés ci-dessous :
- Maltaise demi-sanguine (rouge sur côté du soleil) ou Maltaise de Tunisie : orange sanguine du groupe Sanguinelli Moscati. Si la grande culture commence en Tunisie en 1934, elles occupent en 2012 environ 20 400 hectares (300 000 tonnes de fruits dans les années 2000)[20]. Elle est réputée la meilleure orange du monde fruit de taille moyenne (100 à 180 grammes), légèrement ovale et d'un bel équilibre gustatif. La pleine saison a lieu de début janvier à fin mars ou début avril[21].
  - Synonymes ou cultivars : Bourtoukal, Portokallo, Maltese blood ; Henri Chapot note que l'orange maltaise sanguine constitue plutôt une population qu'une variété bien typée (variété des dates de maturité), qui présente des affinités avec Sanguinella moscata cultivée en Sicile, le nom de Portugaise n'étant pas approprié selon lui.
- Maltaise Boukhobza, semis de maltaise sanguine originaire du jardin Boukhobza à La Soukra[22].
- Maltaise blonde (origine inconnue), une orange sans acidité variété à pulpe blonde spécifiquement tunisienne, où elle est populaire et exportée ;
  - Synonymes ou cultivars : Maltaise Meski, Lautrec, Petite Jaffa, Portugaise blonde ; J.PL. est le nom marocain.
- Maltaise ovale ou California Mediterranean Sweet ;

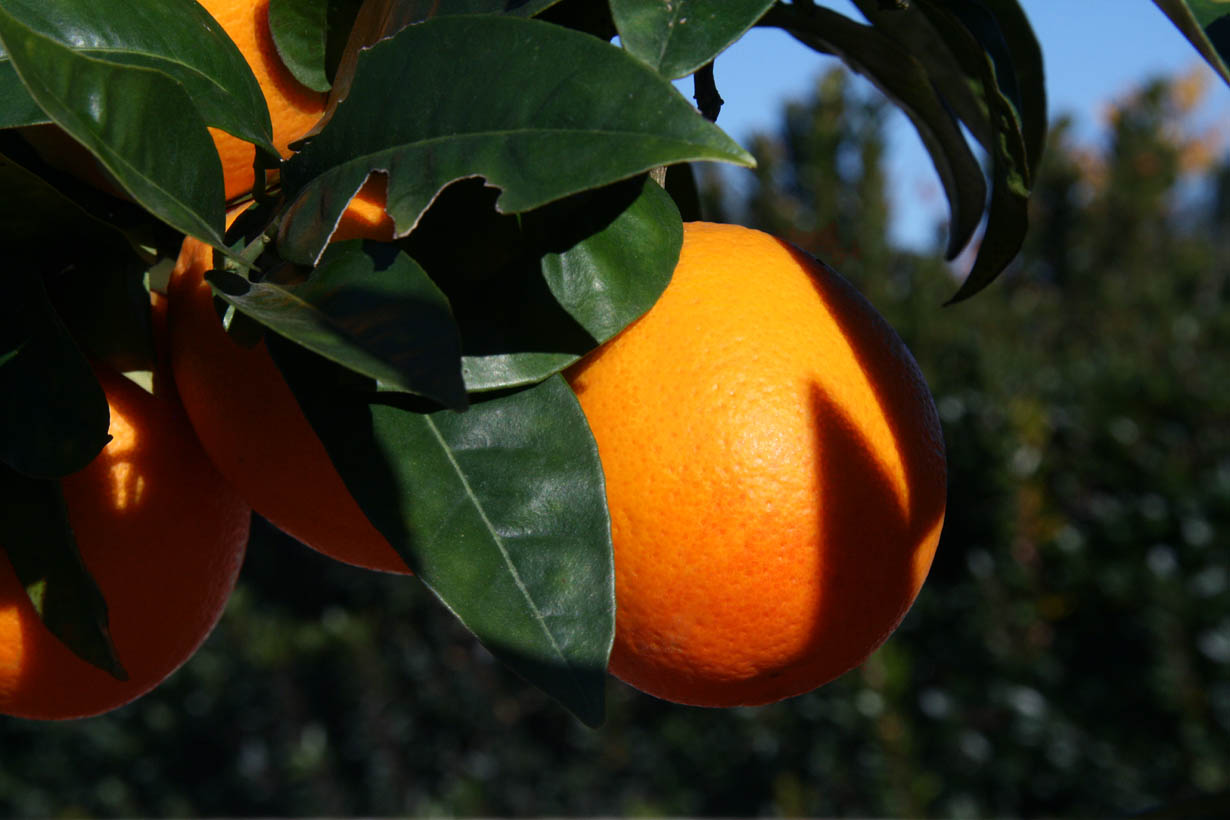
Maltaise demi sanguine mi-décembre.

- Maltese, Maltaise douce du type Vaniglia sanguigno ;
- Maltaise tardive ou Barlerin.

En 1975, Mustapha Lasram présente une expérimentation de semis de maltaise demi-sanguine de Tunisie à l'Ariana, Il constate un forte polymorphisme des arbres issus d'embryons nucellaires qui donnent majoritairement des oranges blondes non sanguines de type Beldi (orange locale) qu'il interprète comme des chimères périclines.
Les noms locaux des maltaises sont Malti ahmar et Meski ahmar pour la Maltaise rouge, Malti abyadh pour la Maltaise blonde, Meski malti pour la Maltaise douce.

## Miscellanées
- Orange de Malte est une comédie perdue en cinq actes de Fabre d'Églantine[25] ;
- Sauce maltaise : Auguste Escoffier (1928) donne la recette canonique de cette création moderne, une sauce hollandaise finie avec un jus d'orange sanguine et un zeste d'orange haché[26].
- Festival des agrumes d'Hammamet : il se tient tous les ans en février[27].

### Oranges à jus
- Oranges blondes, Orange Valencia, Oranger du Portugal

### Oranges de table
- Salustiana, Shamouti, orange de Jaffa, Navel, Orange Cara Cara